# Blennius
Blennius is het typegeslacht van zeevissen die tot familie van de Blenniidae (naakte slijmvissen) en de onderorde van de slijmvisachtigen behoren. Oorspronkelijk werden volgens FishBase 169 soorten beschreven in het genus Blennius; na diverse revisies bleven er nog maar drie soorten over. 

## Soortenlijst
- Blennius normani Poll, 1949
- Blennius ocellaris Linnaeus, 1758 		– Zeevlinder